# Jens Sembdner

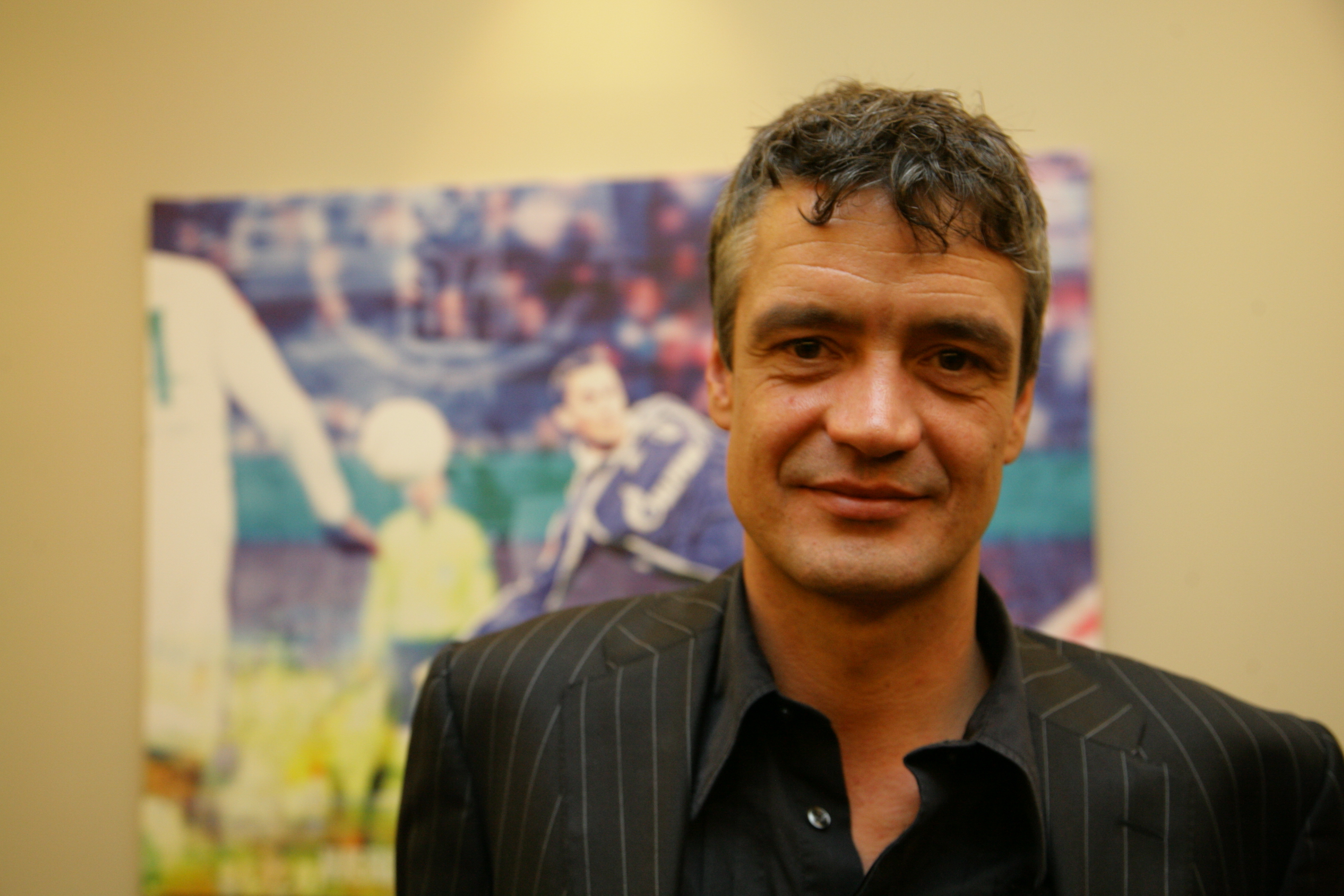
Jens Sembdner (2010)

Jens Sembdner (* 20. Januar 1967 in Wermsdorf) ist ein deutscher Musiker und Mitglied der Popgruppe Die Prinzen.

## Leben
Jens Sembdner lernte bereits mit fünf Jahren Klavier spielen. Von 1976 bis 1983 sang er im Dresdner Kreuzchor.
Von 1983 bis 1987 spielte er mit verschiedenen Tanzkapellen auf Dörfern und in Großstädten. Seine erste Band hieß Tacton. Während dieser Zeit begann er verschiedene Studiengänge, wie Heimerzieher und Sportlehrer, später Gesang und Klavier an der Musikhochschule „Felix Mendelssohn Bartholdy“ in Leipzig. Nebenbei spielte er in der Band Jeunesse Funkmusik. Als die Band einen neuen Sänger benötigte, lernte Sembdner Sebastian Krumbiegel kennen. Zusammen mit Wolfgang Lenk gründeten sie die Band Herzbuben, die später wegen Verwechslungsgefahr mit den Wildecker Herzbuben in Die Prinzen umbenannt wurde.
Seine Ehefrau Silva starb im November 2001 im Alter von 34 Jahren. Zunächst hieß es, sie sei an einer nicht erkannten Vergiftung verstorben. Drei Wochen danach musste Jens Sembdner wegen eines Nervenzusammenbruchs in ein Krankenhaus eingeliefert werden, da er den Tod seiner Frau nicht verkraftete. Alle Termine der Gruppe wurden bis zum Jahresende abgesagt. Später kam heraus, dass Silva Sembdner mit Medikamenten Suizid begangen hatte. Im Oktober 2016 erschien das Buch Von unten betrachtet geht es nur nach oben: Mein Weg zurück ins Leben, in dem Sembdner von seinem Leben seit dem Tod seiner Frau erzählt. Seit Ende 2017 ist Sembdner mit der CDU-Politikerin und ehemaligen Torgauer Oberbürgermeisterin Romina Barth liiert.

## Soloprojekt
Sembdner betreibt ein Soloprojekt unter dem Namen JES41, dessen erstes Album „Da, wo du bist“ am 9. November 2007 erschien. Das Label JES41 bezieht sich auf einen Text des Propheten Jesaja in der Bibel: „Fürchte dich nicht, ich bin mit dir!“

## Motorsport
2011 nahm er als Gaststarter an einer Rennveranstaltung der Mini Challenge Deutschland teil.

## Veröffentlichung
- Jens Sembdner: Von unten betrachtet geht es nur nach oben: Mein Weg zurück ins Leben, Gütersloher Verlagshaus, Gütersloh 2016, ISBN 978-3-579-08651-4